# За участь у ліквідації наслідків аварії на Чорнобильській АЕС
Відзнака Президента України «За участь у ліквідації наслідків аварії на Чорнобильській АЕС» — державна нагорода України — відзнака Президента України, що встановлена з метою гідного вшанування героїзму, мужності, самовідданості та високого професіоналізму учасників ліквідації наслідків аварії на Чорнобильській АЕС, посилення їх соціального захисту, для відзначення громадян, які безпосередньо брали участь у ліквідації наслідків аварії.

## Заснування
Відзнака Президента України «За участь у ліквідації наслідків аварії на Чорнобильській АЕС» заснована Указом Президента України Володимира Зеленського 14 грудня 2021 року.
Указом було доручено: Кабінету Міністрів України —
- Утворити у тижневий строк комісію з проведення всеукраїнського конкурсу на кращий малюнок відзнаки;
- забезпечити проведення конкурсу та за його результатами підготувати і внести до 14 січня 2022 року на затвердження Президентові України проєкт Положення про відзнаку, а також проєкти малюнка відзнаки та документа, що посвідчує нагородження нею;
- забезпечити разом із Державним управлінням справами, за участю Національного банку України виготовлення відзнаки та атрибутів до неї.

12 січня 2022 р. Кабінет Міністрів України прийняв постанову, якою утворив комісію з проведення конкурсу та затвердив умови проведення всеукраїнського конкурсу на кращий малюнок відзнаки:
- Конкурс проводиться з 14 по 20 січня 2022 року. Прийом малюнків відзнаки проводиться до 18 січня 2022 р. включно.
- Переможець конкурсу визначається на засіданні комісії до 20 січня 2022 року.

В строк, визначений умовами проведення конкурсу, надійшло 8 пропозицій щодо малюнку відзнаки, та ще одна пропозиція надійшла вже після визначеного терміну подання пропозицій. До безпосереднього розгляду було допущено 5 пропозицій. 20 січня 2022 р. комісією з проведення всеукраїнського конкурсу більшістю голосів було відібрано дві авторські роботи, які отримали найбільшу кількість голосів членів комісії під час рейтингового голосування. При цьому комісія вирішила звернутися до авторів з пропозицією щодо доопрацювання малюнків відзнаки Президента України з урахуванням зауважень та пропозицій членів комісії для подальшого визначення переможця конкурсу.
9 лютого 2022 року відбулося засідання комісії з проведення всеукраїнського конкурсу, за результатами якого обрано авторську роботу Олександра Сопова, що набрала найбільшу кількість голосів.
22 лютого 2022 року Кабінет Міністрів України схвалив проєкт Указу Президента «Про відзнаку Президента України „За участь у ліквідації наслідків аварії на Чорнобильській АЕС“», яким визначено умови установлення відзнаки, її малюнок та малюнок зразка бланка посвідчення.
За станом на 1 серпня 2025 року, такий указ Президента України ще не був виданий.